# Karle (hrad)
Karle je předpokládaný zaniklý hrad, který stával u vsi Karle v okrese Svitavy nad říčkou Loučnou.

## Historie
Historické prameny s jedinou výjimkou zmiňují ves Karle, byť se v roce 1366 její název objevil také v přídomku Kunáta z Karle. Pouze švédská legenda o svaté Brigitě líčí, jak byl pohřební průvod bývalé švédské královny při cestě z Říma v Čechách přepaden loupeživým rytířem z hradu Karle.
Za místo, kde hrad stál, je považována usedlost čp. 81, ale ověření existence hradu na tomto místě vyžaduje další výzkum. S hradem ji spojují rozsáhlé sklepy vyzděné hrubě opracovanou opukou, v jejichž části byla v roce 1963 nalezena keramika ze čtrnáctého století a římské mince. Nad vstupem ze zahrady do sklepení je vytesán letopočet 1004 a ze spodní úrovně sklepů vede zasypaná chodba vytesaná ve skále.